# Peter Collinson (réalisateur)
Pour les articles homonymes, voir Peter Collinson.
Peter Collinson est un réalisateur anglais, né le 1er avril 1936 à Cleethorpes (Angleterre) et mort le 16 décembre 1980 à Los Angeles (Californie).

## Biographie
Peter Collinson nait en 1936 ; ses parents, une comédienne et un musicien, se séparent quand il a deux ans, et il est élevé par ses grands-parents. De l'âge de 8 à 14 ans, il vit à l'Orphelinat des acteurs ((en) Actor's Orphanage) de Chertsey (Surrey) où il commence à écrire et à jouer dans des pièces. L'acteur et dramaturge Noël Coward, qui était alors président de l'orphelinat, devient son parrain, et l'aide ensuite à trouver du travail dans le monde du spectacle.
En 1954, il est appelé pour le service national et sert deux ans en Malaisie lors de l'insurrection communiste malaise.
Il débute à la télévision comme régisseur de plateau pour la BBC, puis devient réalisateur pour (en) Associated Television. Il travaille également pour Telefís Éireann, la chaine de télévision nationale de la république d'Irlande. En 1963 il remporte un (en) Jacob's Award pour son téléfilm The Bomb. Aux Studios d'Elstree il rencontre le producteur Michael Klinger (en) qui lui donne l'occasion de réaliser, en 1967, La Nuit des alligators, et enchaine, dès lors les tournages.
Il dirige notamment Un jour parmi tant d'autres, un drame de guerre à l'approche résolument réaliste. Présenté au Festival de San Sebastian, le film y reçoit la Coquille d'or . Collinson enchaine avec ce qui sera la seule comédie de sa carrière et deviendra aussi son film le plus célèbre : L'or se barre. Dans ce film, mettant en vedette Michael Caine et Benny Hill, Collinson a également offert un petit rôle à Noël Coward, dont ce sera la dernière apparition à l'écran. L'or se barre fera l'objet d'un remake en 2003, Braquage à l'italienne.
Au milieu des années 1970, Collinson émigre aux États-Unis, avec son épouse et sa famille. Il réalise entre autres Les Baroudeurs, un film d'aventures avec Charles Bronson et Tony Curtis, Dix petits nègres, troisième version du célèbre roman d'Agatha Christie, La Nuit de la peur, remake d'un film des années 1940, et La Rage au cœur, une coproduction canado-britannique tournée au Québec.
Pendant le tournage de L'Enfant de la ville, Collinson découvre qu'il est atteint d'un cancer du poumon. Il en meurt à Los Angeles, à l'âge de 44 ans avant que L'or se barre ne devienne un film culte.

## Filmographie

### Cinéma
- 1963 : Blackwater Holiday, documentaire
- 1967 : La Nuit des alligators (The Penthouse)
- 1968 : Les Bas Quartiers (Up the Junction)
- 1968 : Un jour parmi tant d'autres (The Long Day's Dying)
- 1969 : L'or se barre (The Italian Job)
- 1970 : Les Baroudeurs (You Can't Win 'Em All)
- 1971 : La Peur (Fright)
- 1972 : Straight on Till Morning
- 1972 : Nid d'espions à Istanbul (en) (Innocent Bystanders)
- 1973 : Les Colts au soleil (The Man Called Noon)
- 1974 : La Chasse sanglante (Open Season)
- 1974 : Dix petits nègres (And Then There Were None)
- 1975 : La Nuit de la peur (The Spiral Staircase)
- 1976 : Le Sursis (The Sell-Out)
- 1977 : Un risque à courir (Target of an Assassin)
- 1978 : La Rage au cœur ou Demain, la fin (Tomorrow Never Comes)
- 1980 : L'Enfant de la ville ou Australia Kid (The Earthling)

### Télévision
- 1964 : Sergeant Cork (1 épisode)
- 1964 : The Sullavan Brothers (1 épisode)
- 1964 : The Plane Makers (2 épisodes)
- 1964-1965 : Love Story (3 épisodes)
- 1965 : Front Page Story (2 épisodes)
- 1965-1966 : Blackmail (2 épisodes)
- 1966 : The Power Game (2 épisodes)
- 1966 : The Informer (3 épisodes)
- 1979 : The House on Garibaldi Street (téléfilm)

## Distinctions

### Récompenses
- Festival international du film de Saint-Sébastien 1968 : Coquille d'or, Prix OCIC et Prix du meilleur réalisateur pour Un jour parmi tant d'autres

### Nominations
- Festival international du film de Moscou 1979 : Prix d'or pour La Rage au cœur